# Erna Dem
Erna Dem, pseudonyme d’Erna Davidoff, née  le 18 février 1890 à Kiev et disparue en 1942 à Auschwitz est une céramiste, sculptrice et peintre française.

## Biographie

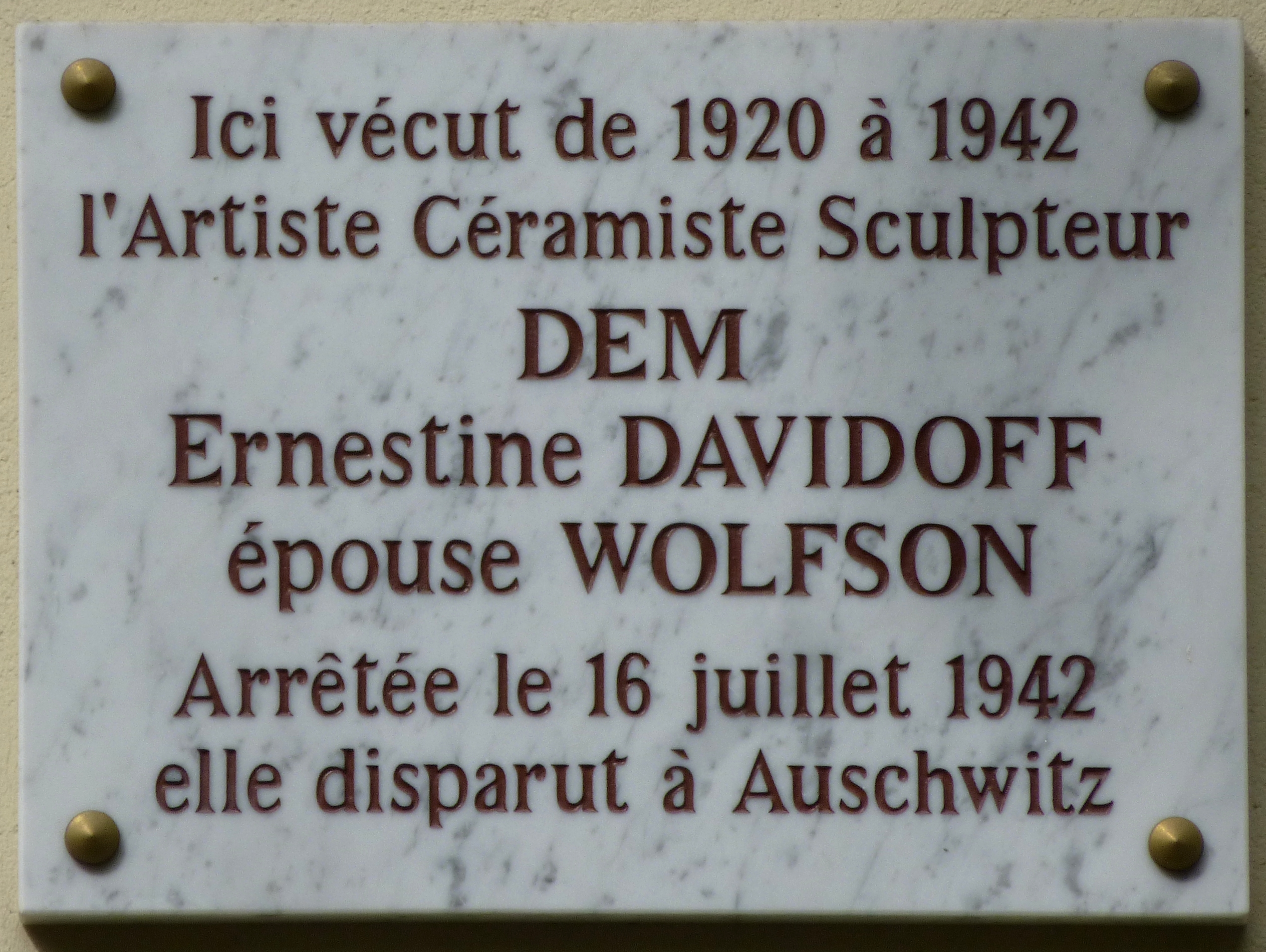
Plaque commémorative apposée au 272, boulevard Raspail à Paris.

Née dans une famille juive à Kiev, Erna (pour Ernestine) Davidoff étudie à l'académie de Munich puis à Saint Pétersbourg en 1914 et 1915. Elle poursuit ses études à Paris où elle a émigré en 1920. Elle épouse Marc Wolfson. Il est né le 9 novembre 1883 à Saint-Pétersbourg.  Elle prend le pseudonyme de Dem, un acronyme de « Davidoff », « Erna » et « Marc », le prénom de son mari. Tous deux sont arrêtés le 16 juillet 1942 et déportés par le Convoi No. 9, en date du 22 juillet 1942, de Drancy vers Auschwitz où ils disparaissent sans laisser de descendance. Leur dernière adresse est au 272 boulevard Raspail dans le 14e arrondissement de Paris.

## Œuvre
Erna Dem produit des sculptures en terre cuite. Elle a collabore notamment avec la manufacture de Sèvres et participe à plusieurs expositions du Salon d'automne et du Salon des Tuileries. Elle peint aussi quelques tableaux. Des œuvres des collections du musée Boncompagni Ludovisi des Arts Décoratifs à Rome proviennent d'un don effectué en 1974 par Georges Davidoff, le frère d'Erna Dem. Un certain nombre de ses œuvres sont conservées à Paris au musée d'Art et d'Histoire du judaïsme.

## Une collection spoliée

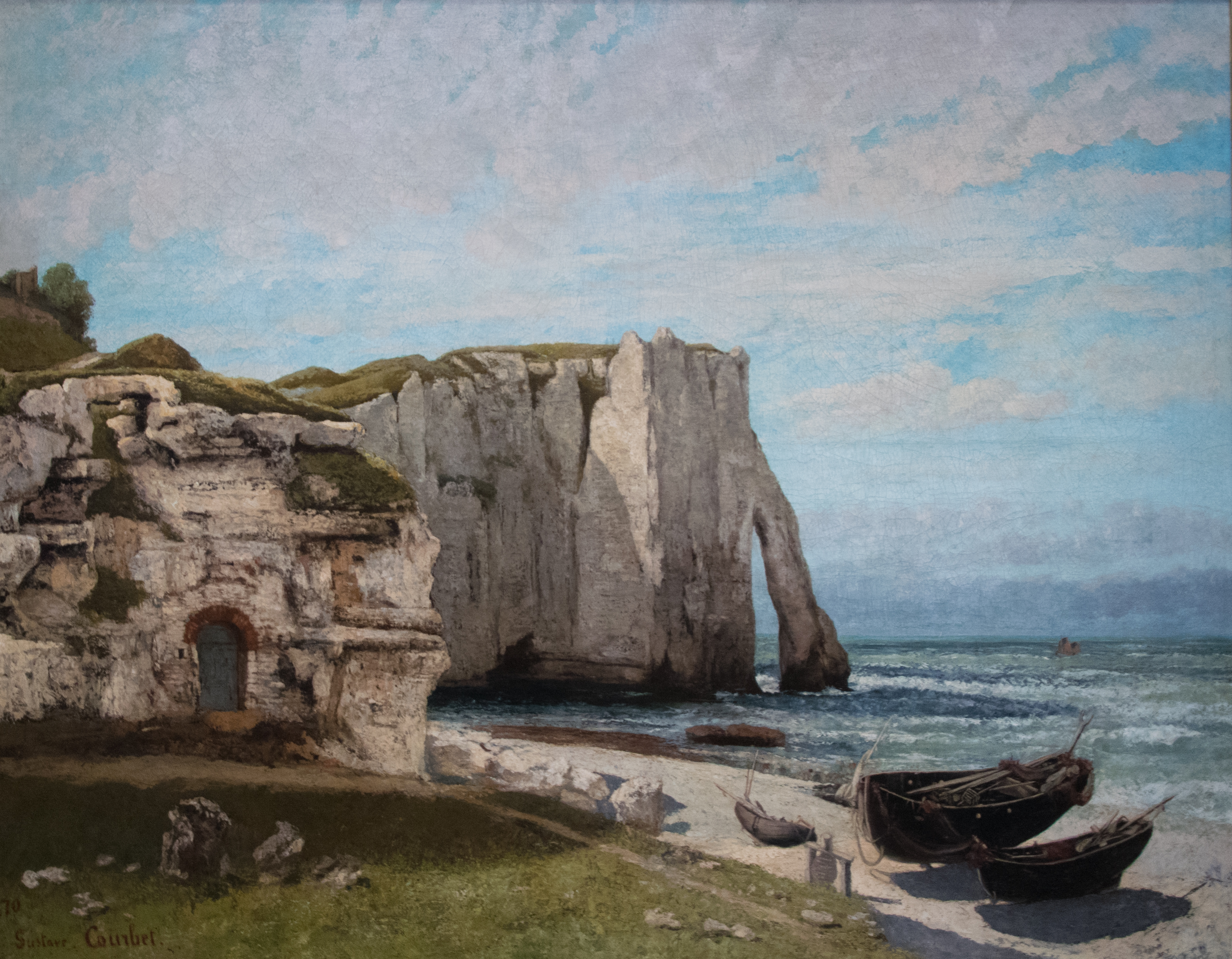
Gustave Courbet, La Falaise d'Étretat après l'orage, Paris, musée d'Orsay, ayant appartenu à Erna Dem, classée « Œuvre récupérée des spoliations nazies et attribuée aux musées nationaux » (MNR).

Une parente échappé de la déportation et résidant désormais aux États-Unis a été contactée par Doreen Carvajal, une journaliste américaine qui l'a retrouvée dans le cadre d'une enquête sur des tableaux de Gustave Courbet spoliés par les nazis en 1942 au moment de l'arrestation du couple. La descendante a témoigné que La Falaise d’Étretat après l'orage, tableau conservé à Paris au musée d'Orsay, inventorié sous le sigle MNR, faisait partie de la collection d'Erna Dem et a déposé une réclamation.